# Poder Judicial de Chile

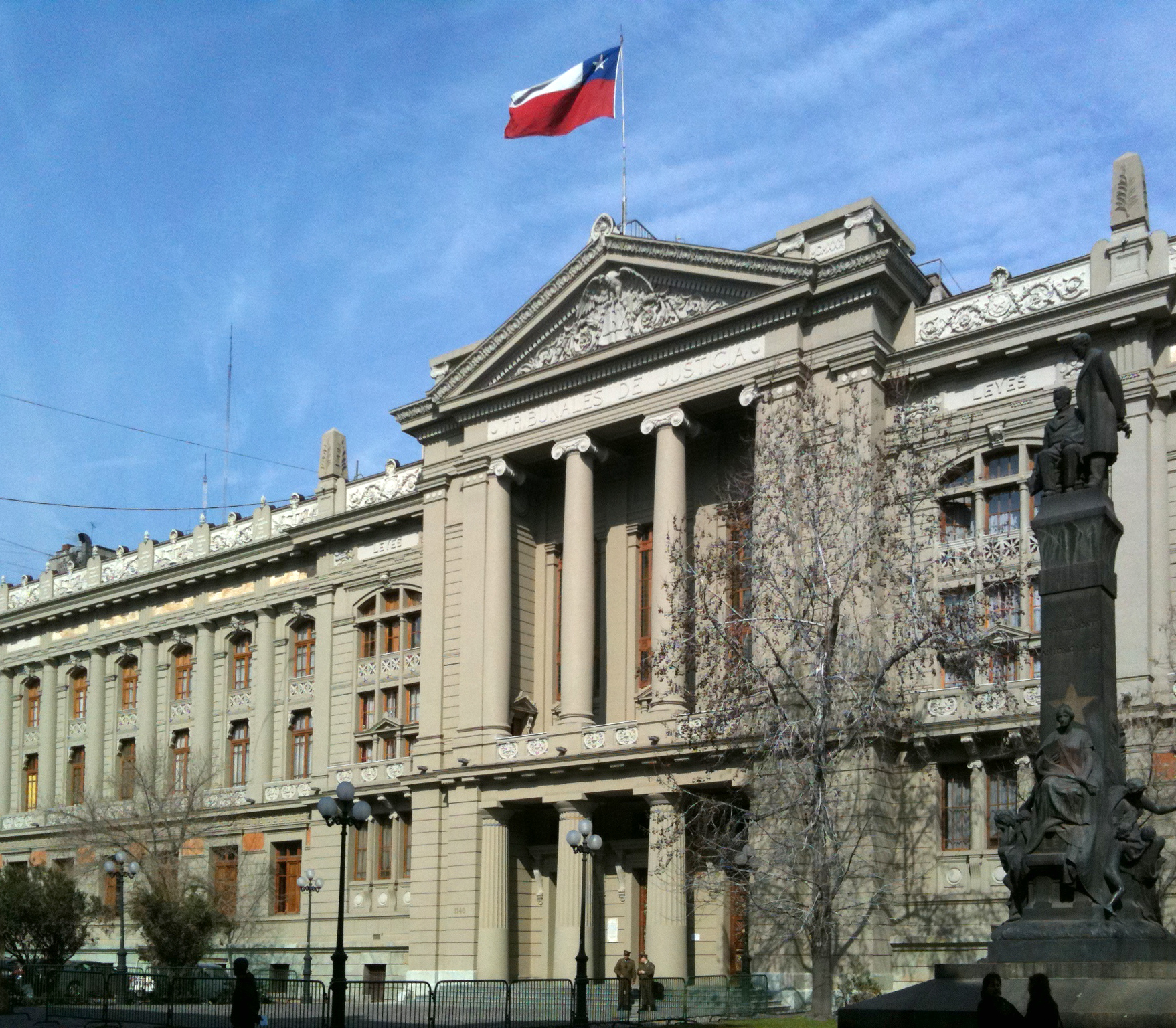
Palacio de los Tribunales de Justicia de Santiago, sede de la Corte Suprema de Justicia, Corte de Apelaciones de Santiago y Corte Marcial del Ejército, Fuerza Aérea y Carabineros

El Poder Judicial de la República de Chile está constituido por los tribunales nacionales, autónomos e independientes, establecidos por la ley, a los cuales les corresponde la función jurisdiccional, es decir, el conocimiento y resolución de conflictos de relevancia jurídica, cualquiera que sea su naturaleza o calidad de las personas que en ellos intervengan, sin perjuicio de las excepciones constitucionales o legales. Lo anterior, pues en Chile no todos los tribunales que ejercen jurisdicción pertenecen a la estructura del Poder Judicial.
El Poder Judicial está compuesto por tribunales ordinarios y especiales, aunque hay tribunales especiales que no son parte de él. 
Lo integran, como tribunales ordinarios, la Corte Suprema, las Cortes de Apelaciones, los Presidentes y Ministros de Corte —Tribunales Unipersonales de Excepción—, los Juzgados de Letras, los Juzgados de Garantía y los Tribunales de Juicio Oral en lo Penal. Estos tribunales están regulados por un mismo estatuto jurídico, cuyos preceptos están contenidos en el Capítulo VI de la Constitución Política de la República y el Código Orgánico de Tribunales.
Asimismo, forman parte del Poder Judicial, como tribunales especiales, los Juzgados de Familia, los Juzgados de Letras del Trabajo, los Juzgados de Cobranza Laboral y Previsional, y los Tribunales Militares en tiempo de paz. Estos tribunales se rigen, en cuanto a su organización y atribuciones por las disposiciones contenidas en sus respectivas leyes especiales —la Ley que crea los Tribunales de Familia, el Código del Trabajo, y el Código de Justicia Militar y sus leyes complementarias—, rigiendo para ellos las disposiciones del Código Orgánico de Tribunales sólo cuando tales cuerpos legales se remiten en forma expresa a él.
Los jueces árbitros, si bien no son tribunales ordinarios o especiales del Poder Judicial, se rigen por el Título IX del Código Orgánico de Tribunales.
La Constitución establece tribunales especiales, que ejercen funciones jurisdiccionales, pero que no conforman el Poder Judicial ni se encuentran bajo la supervigilancia de los tribunales superiores del Poder Judicial: el Tribunal Constitucional, el Tribunal Calificador de Elecciones, los Tribunales Electorales Regionales y el Senado —tribunal en el juicio político—.
De igual modo, diversas leyes han creado otros tribunales especiales que no integran el Poder Judicial, pero que se encuentran sometidos a la supervigilancia de los tribunales superiores del Poder Judicial: el Subcontralor General, en tanto Juez de Cuentas y el Tribunal de Segunda Instancia del juicio de cuentas, el Tribunal de Contratación Pública, el Tribunal de Defensa de la Libre Competencia, el Tribunal de Propiedad Industrial, los Tribunales Tributarios y Aduaneros y los Tribunales Ambientales, todos sujetos a la superintendencia directiva, correccional y económica de la Corte Suprema; en tanto que los Juzgados de Policía Local se encuentran sujetos a la superintendencia directiva, correccional y económica de la respectiva Corte de Apelaciones.

## Tribunales integrantes del Poder Judicial

### Corte Suprema

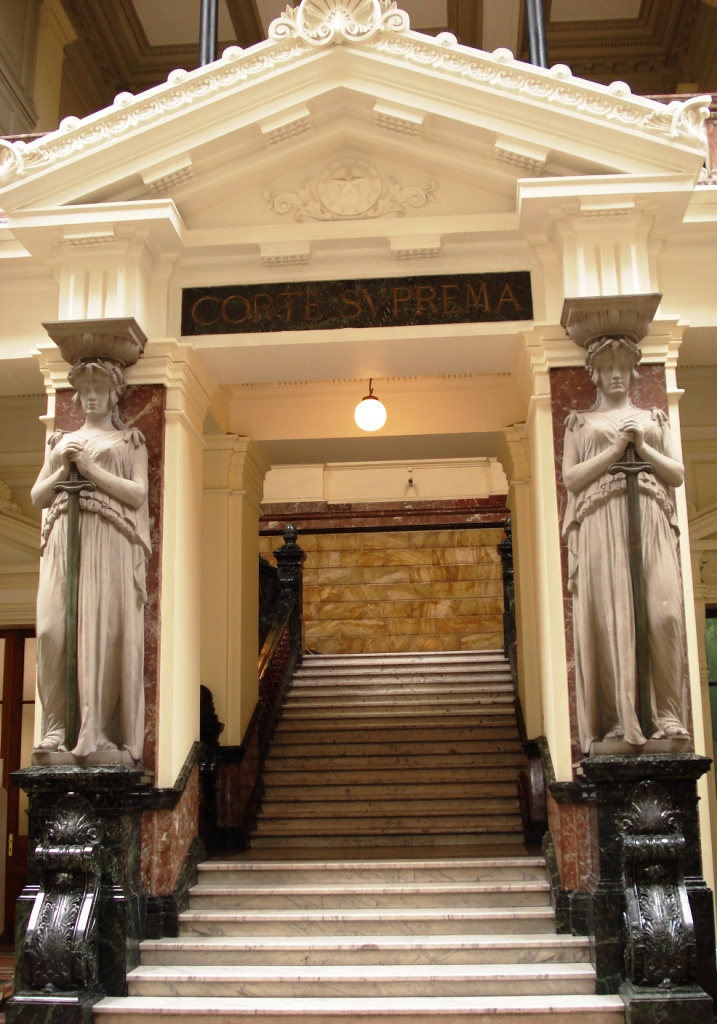
Escalera de acceso a la Corte Suprema de Justicia, en el Palacio de los Tribunales de Justicia de Santiago.

La Corte Suprema de Justicia es el máximo tribunal dentro de los integrantes del Poder Judicial, encontrándose en la cima del orden jerárquico, sobre las Cortes de Apelaciones, los Juzgados de Letras, los Juzgados de Garantía, los Tribunales de Juicio Oral en lo Penal y los Tribunales Especiales. Posee, asimismo, la superintendencia directiva, correccional y económica (entiéndase económica como administrativa) de todos los tribunales de la nación (excepto del Tribunal Constitucional, Tribunal Calificador de Elecciones y los tribunales electorales regionales).
Está compuesta por 21 miembros, uno de los cuales es su Presidente y los demás son llamados Ministros. Además, tiene un secretario, un prosecretario, un fiscal judicial y 8 relatores. Tiene su sede en la capital de la República, Santiago de Chile.
Este tribunal colegiado funciona, por regla general, en salas especializadas, ordinariamente en tres o extraordinariamente en cuatro (integradas por no menos de 5 jueces), y excepcionalmente en pleno (con la concurrencia de 11 miembros de la Corte a lo menos). Cada sala es presidida por el ministro más antiguo, cuando no esté presente el presidente de la Corte.
Es, básicamente, un tribunal de casación, es decir, señala el sentido y alcance de las leyes, dando a éstas su correcta interpretación. Y, excepcionalmente, posee competencia de segunda instancia respecto de los asuntos conocidos, en primera instancia, por las Cortes de Apelaciones.

### Cortes de Apelaciones

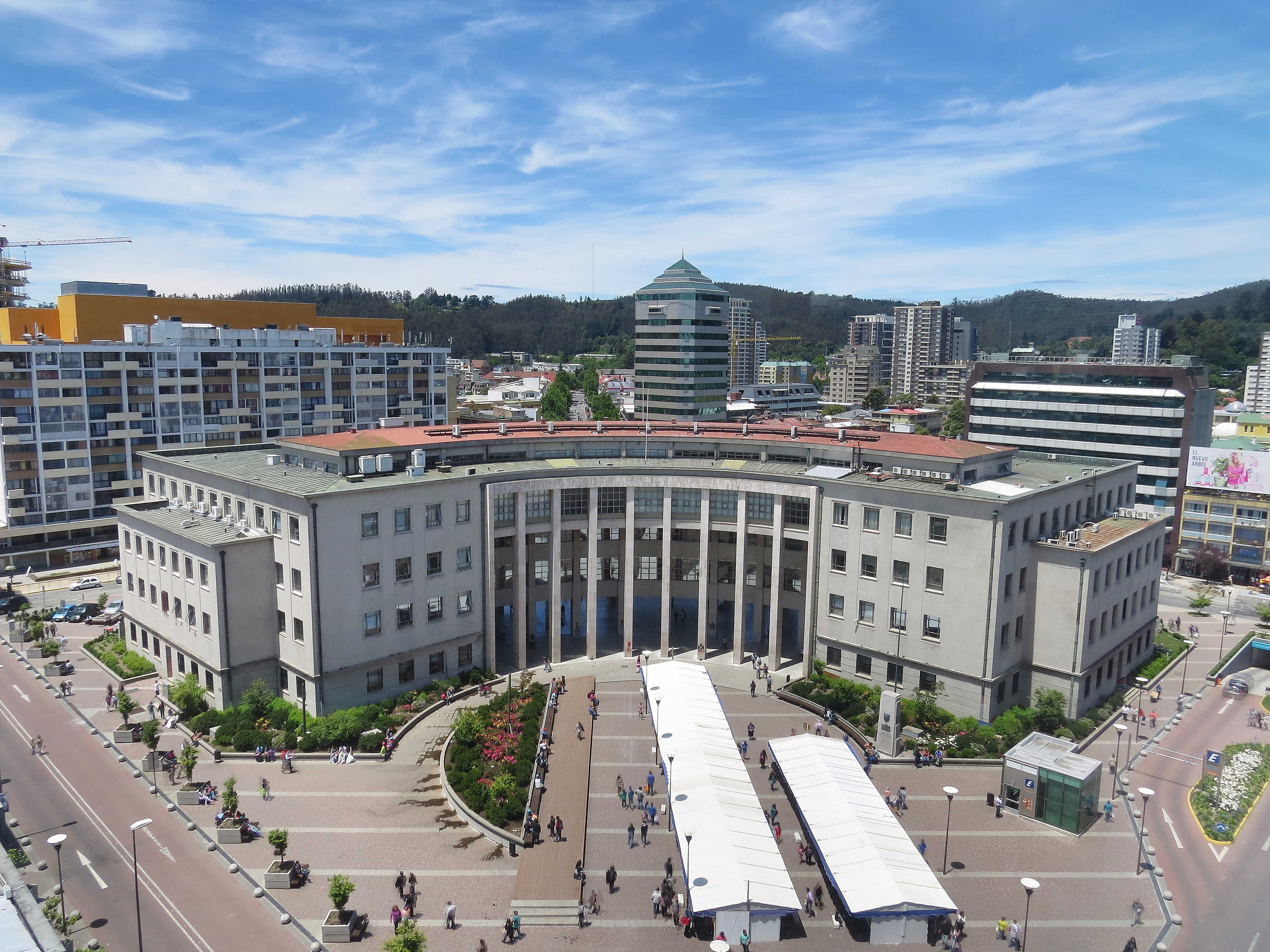
Sede de la Corte de Apelaciones de Concepción y de los juzgados de letras de la misma ciudad.

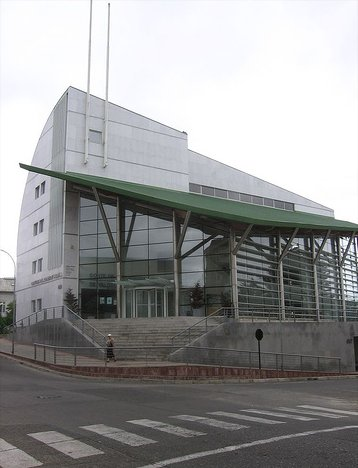
Sede de la Corte de Apelaciones de Valdivia.

Las Cortes de Apelaciones (17 en total) están compuestas por un número variable de jueces, llamados Ministros, que en cada caso señala el Código Orgánico de Tribunales (de 4 a 31 ministros por cada Corte), uno de los cuales es su Presidente. Además, cuentan un número plural de secretarios (de 1 a 3), de relatores (de 2 a 22) y fiscales judiciales (de 1 a 6) y una planta de empleados de secretaría.
Estos tribunales colegiados funcionan, por regla general, en salas (integrados por un mínimo de 3 jueces) y excepcionalmente en pleno (con la concurrencia de la mayoría absoluta, a lo menos, de los miembros de la Corte). Cada sala es presidida por el ministro más antiguo, cuando no esté presente el presidente de la Corte. El territorio jurisdiccional de cada una de las Cortes de Apelaciones es, normalmente, una región o una agrupación de provincias.
Son superiores jerárquicos de los Juzgados de Letras, Juzgados de Garantía, Tribunales de Juicio Oral en lo Penal, Juzgados de Familia, Juzgados de Letras del Trabajo, Juzgados de Cobranza Laboral y Previsional y Juzgados de Policía Local. En algunos de estos juzgados las cortes de apelaciones han implementado sistemas especializados de distribución de causas, como la Oficina de Distribución de Demandas Civiles de la Corte de Apelaciones de Santiago, que tiene a su cargo la recepción, digitalización y distribución de todos los escritos judiciales de los 30 Juzgados civiles de Santiago.
Son depositarias de la casi totalidad de la competencia de segunda instancia, conociendo además en única instancia o primera instancia de los demás asuntos que las leyes les encomienden.
Las diecisiete Cortes de Apelaciones existentes en Chile tienen su asiento en las comunas de Arica, Iquique, Antofagasta, Copiapó, La Serena, Valparaíso, Santiago, San Miguel, Rancagua, Talca, Chillán, Concepción, Temuco, Valdivia, Puerto Montt, Coyhaique y Punta Arenas.

### Ministros de Corte
Los Ministros de Corte son tribunales unipersonales y accidentales que ejercen sus facultades conociendo, en primera instancia, de los asuntos que las leyes les encomiende.
Son designados nominativamente por la ley y unidos al cargo que se desempeña (en el caso del Presidente de la Corte de Apelaciones de Santiago y del Presidente de la Corte Suprema), o según un turno (en el caso del Ministro de la Corte de Apelaciones y del Ministro de la Corte Suprema). Su territorio jurisdiccional coincide con el de la Corte a la que pertenecen.
Estos tribunales existen, pese a que la ley ha otorgado la plenitud de la competencia en primera instancia a los Jueces de Letras, solo por consideraciones que dicen relación con la naturaleza de ciertos asuntos (fuero real), o con la calidad o estado de las personas que figuran como partes o tienen interés en determinados asuntos (fuero personal).
- El Presidente de la Corte Suprema: conoce de las causas sobre amovilidad de los ministros de la Corte de Apelaciones; de las demandas civiles que se entablen contra uno o más miembros o fiscales judiciales de la Corte de Apelaciones para hacer efectiva su responsabilidad por actos cometidos en el desempeño de sus funciones; y de las causas de presas y demás que deban juzgarse con arreglo al Derecho internacional.

- El Presidente de la Corte de Apelaciones de Santiago: conoce de las causas sobre amovilidad de los Ministros de la Corte Suprema); y de las demandas civiles que se entablan contra uno o más miembros de la Corte Suprema) o contra su fiscal judicial para hacer efectiva su responsabilidad por actos cometidos en el desempeño de sus funciones.

- Un Ministro de la Corte Suprema: conoce de las causas que se promovieren entre la Corporación de Ventas del Salitre y Yodo (COVENSA) y las empresas adheridas a ella; de los delitos de jurisdicción de los tribunales chilenos, cuando puedan afectar las relaciones internacionales de la República con otro Estado; y de la extradición pasiva.

- Un Ministro de Corte de Apelaciones: conoce de las causas civiles en que sean parte o tengan interés ciertas autoridades políticas, diplomáticas y eclesiásticas; y de las demandas civiles que se entablen en contra de los jueces de letras para hacer efectiva la responsabilidad civil resultante del ejercicio de las funciones ministeriales.

### Juzgados de Letras
Los Juzgados de Letras (224 en total; 222 desde marzo de 2007) están integrados por uno o más jueces, pero siempre actúan de manera unipersonal (por cada juzgado).  Además, cuentan con un secretario abogado y una planta de empleados de secretaría, para el cumplimiento eficaz y eficiente de sus funciones.
Dentro de ellos, según lo dispuesto por el Código Orgánico de Tribunales, existen dos tipos: los Juzgados Civiles o Juzgados de Letras en lo Civil, y los Juzgados de Competencia Común (a veces llamados Juzgados Mixtos). El territorio jurisdiccional de cada uno de los Juzgados de Letras es una comuna o agrupación de comunas.
Es de competencia de los Juzgados de Letras: las causas civiles (en única o primera instancia, según sea la cuantía del asunto); las causas de comercio (en única o primera instancia, según sea la cuantía del asunto); las causas de minas, o sea, en las que se ventilan derechos regidos especialmente por el Código de Minería (en primera instancia); los actos judiciales no contenciosos (en primera instancia); las causas del trabajo y de familia, cuyo conocimiento no corresponda a los juzgados de letras del trabajo y de familia respectivamente (en primera instancia); y los demás asuntos que las leyes les encomienden (conociendo de todos los asuntos no entregados a otros tribunales, siendo depositarios de la generalidad de la competencia).
Sin embargo, las Cortes de Apelaciones pueden ordenar que los jueces se aboquen de un modo exclusivo a la tramitación de una o más materias determinadas, de competencia del juzgado de letras, cuando haya retardo en el despacho de los asuntos sometidos al conocimiento del tribunal o cuando el mejor servicio judicial así lo exigiere (sistema de funcionamiento extraordinario). Ocasión en la cual el secretario del mismo tribunal asume las demás funciones que le corresponden al juez titular, en calidad de suplente, y por el solo ministerio de la ley (y quien debiera cumplir las funciones del secretario, de acuerdo a las reglas generales, las lleva a efecto respecto del juez titular y de quien lo supliere o reemplazare).

### Juzgados de Garantía
Los Juzgados de Garantía (91 en total) están integrados por un número variable de jueces, que en cada caso señala el Código Orgánico de Tribunales (de 1 a 17 jueces por cada juzgado; hasta 18 desde abril de 2006). Cuentan, además, con un administrador de tribunal y una planta de empleados, que se organizan en unidades administrativas para el cumplimiento eficaz y eficiente de sus funciones.
Cada juez ejerce unipersonalmente la potestad jurisdiccional respecto de los asuntos que las leyes encomiendan a estos juzgados. El territorio jurisdiccional de cada uno de los Juzgados de Garantía es una comuna o agrupación de comunas.
Es de competencia de los Juzgados de Garantía: el asegurar los derechos del imputado y demás intervinientes en el proceso penal; conocer y juzgar las faltas penales en procedimiento monitorio; conocer y juzgar las faltas o simples delitos en procedimiento simplificado (en única instancia); conocer y juzgar los delitos en procedimiento abreviado (en primera instancia); conocer y juzgar los delitos de acción privada (en única instancia); la ejecución de las condenas criminales y las medidas de seguridad, y la resolución de las solicitudes y reclamos relativos a dicha ejecución; y, en general, el conocimiento y resolución de todas las cuestiones y asuntos que el Código Orgánico de Tribunales y la ley procesal penal les encomiendan.
En las comunas o agrupaciones de comunas que no son territorio jurisdiccional de estos juzgados, el conocimiento de las materias de su competencia, corresponde a los Juzgados de Letras.

### Tribunales de Juicio Oral en lo Penal
Los Tribunales de Juicio Oral en lo Penal (45 en total) tienen un número variable de jueces, que en cada caso señala el Código Orgánico de Tribunales (de 3 a 27 jueces por cada tribunal). Cuentan, además, un administrador de tribunal y una planta de empleados, que se organizan en unidades administrativas para el cumplimiento eficaz y eficiente de sus funciones.
Estos tribunales funcionan en una o más salas compuestas por tres jueces; sin perjuicio que pueden integrar cada sala otros jueces en calidad de alternos (con el solo propósito de subrogar, si fuese necesario, a sus miembros que se viesen impedidos de continuar participando en el desarrollo del juicio oral). Cada sala del tribunal es dirigida por un juez presidente de sala. El territorio jurisdiccional de cada uno de los Tribunales de Juicio Oral en lo Penal es una agrupación de comunas (que coincide, por lo general, con una provincia).
Es de competencia de los Tribunales de Juicio Oral en lo Penal:  conocer y juzgar los crímenes y simples delitos en juicio oral y resolver todos los incidentes que en él se promuevan (en única instancia); resolver, en su caso, sobre la libertad o prisión preventiva de los acusados puestos a su disposición; y, en general, el conocimiento y resolución de todas las cuestiones y asuntos que el Código Orgánico de Tribunales y la ley procesal penal les encomiendan.

### Juzgados de Familia
Los Juzgados de Familia (60 en total) están integrados por un número variable de jueces, que en cada caso señala la respectiva ley (de 1 a 12 jueces por cada juzgado). Cuentan, además, con un consejo técnico, un administrador de tribunal y una planta de empleados de secretaría, que se organizan en unidades administrativas para el cumplimiento eficaz y eficiente de sus funciones.
Cada juez ejerce unipersonalmente la potestad jurisdiccional respecto de los asuntos que las leyes encomiendan a estos juzgados. El territorio jurisdiccional de cada uno de los Juzgados de Familia es una comuna o agrupación de comunas.
Es de competencia de los Juzgados de Familia: la regulación de los derechos-deberes de los padres respecto de sus hijos; las acciones de filiación y constitución o modificación del estado civil de las personas; las medidas de protección aplicables a niños o adolescentes vulnerados o amenazados en sus derechos; las declaraciones de interdicción; las guardas; los procedimientos relativos a la adopción; las acciones de separación, divorcio y nulidad del matrimonio; algunos asuntos entre los cónyuges, relativos al régimen patrimonial del matrimonio y los bienes familiares; los procedimientos por actos de violencia intrafamiliar y, en general, toda cuestión personal derivada de las relaciones de familia.
El procedimiento que aplican estos juzgados es oral, concentrado y desformalizado. En él priman los principios de la inmediación, actuación de oficio y búsqueda de soluciones colaborativas entre partes, por lo que incorpora el sistema de mediación. Tienen, asimismo, como principio rector la protección de la intimidad, el interés superior del niño o adolescente y su derecho a ser oído.
En las comunas o agrupaciones de comunas que no son territorio jurisdiccional de estos juzgados, el conocimiento de las materias de su competencia, corresponde a los Juzgados de Letras.
Estos tribunales entraron en funciones en octubre de 2005 en reemplazo de los juzgados de letras de menores.

### Juzgados de Letras del Trabajo
Los Juzgados de Letras del Trabajo  (17 en total desde marzo de 2007) están integrados por un número variable de jueces, que en cada caso señala la respectiva ley (de 1 a 6 jueces por cada juzgado). Además, cuentan con un administrador de tribunal y una planta de empleados, que se organizan en unidades administrativas para el cumplimiento eficaz y eficiente de sus funciones.
Cada juez ejerce unipersonalmente la potestad jurisdiccional respecto de los asuntos que las leyes encomiendan a estos juzgados. El territorio jurisdiccional de cada uno de los Juzgados de Letras del Trabajo es una comuna o agrupación de comunas.
Es de competencia de los Juzgados de Letras del Trabajo: las cuestiones y reclamaciones entre empleadores y trabajadores por aplicación de las normas laborales o de las normas sobre previsión o seguridad social o derivados de la interpretación y aplicación de los contratos de trabajo; las cuestiones derivadas de la aplicación de las normas sobre organización sindical y negociación colectiva y los procedimientos relativos a la responsabilidad del empleador por accidentes del trabajo o enfermedades profesionales.
En las comunas o agrupaciones de comunas que no son territorio jurisdiccional de estos juzgados, el conocimiento de las materias de su competencia, corresponde a los Juzgados de Letras con competencia en lo Civil.

### Juzgados de Cobranza Laboral y Previsional
Los Juzgados de Cobranza Laboral y Previsional (4 en total) están integrados por un número variable de jueces, que en cada caso señala la respectiva ley (1 o 6 jueces por cada juzgado). Cuentan, además, con un administrador de tribunal y una planta de empleados que se organizan en unidades administrativas para el cumplimiento eficaz y eficiente de sus funciones.
Cada juez ejerce unipersonalmente la potestad jurisdiccional respecto de los asuntos que las leyes encomiendan a estos juzgados. El territorio jurisdiccional de cada uno de los Juzgados de Cobranza Laboral y Previsional es una comuna o agrupación de comunas.
Es de competencia de los Juzgados de Cobranza Laboral y Previsional: los procedimientos en que se demande el cumplimiento de obligaciones que emanen de títulos a los cuales las leyes laborales y de previsión o seguridad social otorgan mérito ejecutivo; y, especialmente, la ejecución de todos los títulos ejecutivos relativos a la cobranza judicial de imposiciones, aportes y multas en los institutos de previsión.
Existe un juzgado de cobranza laboral y previsional en San Miguel, Valparaíso, Concepción y Santiago. En las comunas o agrupaciones de comunas que no son territorio jurisdiccional de estos juzgados, el conocimiento de las materias de su competencia, corresponde a los Juzgados de Letras del Trabajo.
Estos tribunales entraron en funciones en marzo de 2006.

### Tribunales Militares en tiempo de paz
En tiempo de paz, la materias de competencia militar le corresponde a los Juzgados Institucionales, las Cortes Marciales y a la Corte Suprema.

#### Cortes Marciales
Existe una Corte Marcial del Ejército, Fuerza Aérea y Carabineros, con asiento en Santiago, y una Corte Marcial de la Armada, con sede en Valparaíso.
- Corte Marcial del Ejército, Fuerza Aérea y Carabineros: está integrada por dos Ministros de la Corte de Apelaciones de Santiago, por los Auditores Generales de la Fuerza Aérea y de Carabineros y por un Coronel de Justicia, del Ejército en servicio activo. Funciona en el Palacio de los Tribunales de Justicia de Santiago.

- Corte Marcial de la Armada: está integrada por dos Ministros de la Corte de Apelaciones de Valparaíso, por el Auditor General de la Armada y por un Oficial General en servicio activo de la misma institución. Funciona en el Palacio de los Tribunales de Justicia de Valparaíso.

Preside cada Corte el más antiguo de los Ministros de Corte de Apelaciones que las componen, y en caso de ausencia o inhabilidad legal de este, el otro Ministro de Corte de Apelaciones que la integre como titular.

#### Juzgados Institucionales
- Juzgado Militar: existe uno permanente en el asiento de cada una de las divisiones o brigadas en que se divida la fuerza del Ejército, establecido por Presidente de la República, o donde las necesidades del servicio lo requieran. Puede, asimismo, determinar el territorio jurisdiccional de cada uno de estos Juzgado Militares.

- Juzgado Naval: existe uno permanente en el asiento de cada una de las Zonas Navales establecidas en la organización la Armada, en las escuadras y demás fuerzas navales donde el Presidente de la República estima conveniente establecer uno. Actualmente existen Juzgados Navales en Valparaíso (I Zona), en Talcahuano (II Zona) y en Punta Arenas (III Zona) y además hay uno en la Escuadra.

- Juzgado de Aviación: existe uno para todo el territorio nacional y su asiento es determinado por el Presidente de la República. Sin embargo, cuando las necesidades del servicio lo requieran, puede crear otros Juzgado de Aviación en una o más zonas del territorio y, en tal caso, determina el asiento de ellos y sus límites territoriales.

## Funcionarios auxiliares de la administración de justicia
Son los funcionarios que cooperan con los tribunales de justicia, para el ejercicio de su función jurisdiccional.
- Secretarios de tribunal: son ministros de fe pública encargados de autorizar las resoluciones judiciales y actos emanados de los tribunales superiores de justicia y de los juzgados de letras en lo civil, y de custodiar los expedientes judiciales y todos los papeles que son presentados a la Corte o juzgado en que cada uno de ellos debe prestar su servicio.
- Administradores de tribunal: son los funcionarios encargados de organizar y controlar la gestión administrativa en los juzgados de garantía, los tribunales de juicio oral, los juzgados de familia, los juzgados de letras del trabajo y juzgados de cobranza laboral y previsional.
- Consejos técnicos: son órganos interdisciplinarios propios de los juzgados con competencia en materia de familia, integrados por profesionales especializados en asuntos de familia e infancia. Su función consiste en asesorar, individual o colectivamente, a los jueces en el análisis y mejor comprensión de los asuntos sometidos a su conocimiento, en el ámbito de su especialidad.
- Relatores:  son los funcionarios encargados de dar a conocer el contenido de los expedientes judiciales en los tribunales superiores de justicia. Cada Corte de Apelaciones tiene de 2 a 22 relatores y la Corte Suprema posee 8.
- Bibliotecarios judiciales: son funcionarios encargados de la custodia, mantenimiento y atención de la biblioteca de la Corte en que desempeñan sus funciones, así como las que el tribunal o su Presidente le puedan encomendar en relación con las estadísticas de la Corte. Hay un bibliotecario en la Corte Suprema (que, además, tiene a su cargo la custodia de todos los documentos originales de calificación de los funcionarios y empleados del Poder Judicial y otras funciones respecto a la formación del Escalafón Judicial) y en aquellas Cortes de Apelaciones que determine el Presidente de la República, con previo informe de la misma.
- Receptores: son los funcionarios, que revisten el carácter de ministro de fe pública, encargados de hacer saber (notificar) a las partes las resoluciones de los tribunales de justicia y de evacuar todas las diligencias que los mismos tribunales les cometen.
- Procuradores del número: son funcionarios encargados de representar en juicio a las partes (como un mandatario judicial) y de representar gratuitamente a las personas que gozan o han obtenido el privilegio de pobreza.
- Defensores públicos: son los encargados de representar, ante los tribunales, los intereses de los menores de edad, de los incapaces, de los ausentes y de las obras de beneficencia.
- Fiscalía judicial: es el organismo que obra en los casos establecidos por la ley, en defensa del interés público, según la naturaleza del asunto, como parte principal (o sea, como cualquier litigante), como tercero (debiendo ser oído su dictamen) o como auxiliar de los tribunales superiores de justicia. Es ejercida por el fiscal judicial de la Corte Suprema, que es el jefe del servicio, y por los fiscales judiciales de las Cortes de Apelaciones (cada una de ellas tiene de 1 a 6 fiscales judiciales).
- Notarios: son ministros de fe pública encargados de autorizar y guardar en su archivo los instrumentos que ante ellos se otorgan, de dar a las partes interesadas las copias que pidieren y de practicar las demás diligencias que la ley les encomienda.
- Conservadores: son los ministros de fe pública encargados de los registros conservatorios de bienes raíces, de comercio, de minas y de más que las leyes les encomiendan.
- Archiveros judiciales: son ministros de fe pública encargados de la custodia de los expedientes de procesos afinados, protocolos de escrituras públicas y registros de actuaciones ante juzgados de garantía y tribunales de juicio oral, y de dar a los interesados las copias que solicitaren, en conformidad a la ley.
- Martilleros públicos: son los encargados de dirigir los procesos de subasta, como en los remates de juicio ejecutivo.

## Escalafón del Poder Judicial
El Escalafón del Poder Judicial es un listado general de antigüedad de sus miembros, compuesto de dos ramas: el Escalafón Primario y el Escalafón Secundario; el primero se divide en categoría y el segundo en series y categorías. Existe también un Escalafón Especial del personal subalterno. Este escalafón general es formado anualmente por la Corte Suprema y se publica en el Diario Oficial, dentro de los primeros 15 días del mes de marzo.
Su importancia está relacionada, fundamentalmente, con los requisitos de nombramiento de los funcionarios judiciales, de promoción a una categoría superior (años de servicio) y de preferencia (por antigüedad) en la integración de ternas o quinas para nombramientos en cargos de superior categoría.
- En el Escalafón Primario figuran: los ministros y el fiscal judicial de la Corte Suprema (primera categoría); los ministros y fiscales judiciales de las Cortes de Apelaciones y los relatores y secretario de la Corte Suprema (segunda categoría); los jueces de juzgado o tribunal de ciudad asiento de Cortes de Apelaciones y los relatores y secretario de Cortes de Apelaciones (tercera categoría); los jueces de juzgado o tribunal de ciudad capital de provincia (cuarta categoría); los jueces de juzgado o tribunal de comuna o agrupación de comunas y los secretarios de juzgado de ciudad asiento de Cortes de Apelaciones (quinta categoría); los secretarios de juzgado de ciudad capital de provincia, el prosecretario de la Corte Suprema y el secretario abogado del fiscal judicial de esa misma Corte (sexta categoría); y los secretarios de juzgado de comuna o agrupación de comunas (séptima categoría).
- En el Escalafón Secundario figuran: los defensores públicos, notarios, conservadores, archiveros, administradores, subadministradores y jefes de unidades de tribunales, procuradores del número, receptores, miembros del consejo técnico y bibliotecarios judiciales.
- En el Escalafón Especial del personal subalterno figuran: los empleados de secretaría de los tribunales de justicia, los empleados de los fiscales judiciales y los empleados de los defensores públicos (con nombramiento fiscal).

Dentro de las respectivas categorías se coloca a los diversos funcionarios por orden estricto de antigüedad, según las fechas de sus nombramientos en propiedad para esa categoría o desde la fecha de su nombramiento de suplente o interino, si obtienen en seguida la propiedad del cargo.
Si por aplicación de la regla anterior, dos o más funcionarios resultan en iguales condiciones, se determina la antigüedad por la fecha del juramento y si esto no puede aplicarse, se tiene por más antiguo al que lo era en el grado inferior. Además, a los funcionarios judiciales del Escalafón Secundario que hubieren desempeñado cargos en el Primario, se les abona el tiempo servido en este último para los efectos de su antigüedad en el puesto de ingreso.

## Remuneraciones del personal del Poder Judicial
Las remuneraciones de los miembros del Poder Judicial están determinadas por el grado en que se ubica el funcionario en el escalafón respectivo, y están formadas por un sueldo base y diversas asignaciones y bonificaciones.
De ese modo, a 2016, el presidente, los ministros y el fiscal judicial de la Corte Suprema, funcionarios de los grados I y II del Escalafón Primario (Escalafón del Personal Superior), perciben una remuneración bruta mensual, esto es, sin considerar los descuentos legales u obligatorios —impuestos e imposiciones de seguridad social—, de CLP$ 9.121.809.
Los presidentes de las Cortes de Apelaciones, funcionarios del grado III del Escalafón Primario, a 2016, perciben una remuneración bruta mensual de CLP$ 6.701.330; y los ministros de las Cortes de Apelaciones, funcionarios del grado IV del Escalafón Primario, de CLP$ 6.283.614.
Los jueces de letras de juzgados de asiento de Corte de Apelaciones, funcionarios del grado V del Escalafón Primario, a 2016, perciben una remuneración bruta mensual de CLP$ 5.489.439; los jueces de letras de juzgados de comuna capital de provincia, funcionarios del grado VI del Escalafón Primario, de CLP$ 4.895.599; y los jueces de letras de juzgados de comuna o agrupación de comunas, funcionarios del grado VII del Escalafón Primario, de CLP$ 4.264.144.

## Corporación Administrativa del Poder Judicial
La Corporación Administrativa del Poder Judicial es un organismo con personalidad jurídica, que depende exclusivamente de la Corte Suprema, a través del cual ésta ejerce la administración de los recursos humanos, financieros, tecnológicos y materiales destinados al funcionamiento de los tribunales integrantes del Poder Judicial.
Este organismo, creado en 1990 (como sucesor de la Junta de Servicios Judiciales y de la Oficina de Presupuestos para el Poder Judicial), está compuesto de un Consejo Superior, un director, un subdirector, un jefe de finanzas y presupuestos, un jefe de adquisiciones y mantenimiento, un jefe de informática y computación, un jefe de recursos humanos.
Su dirección corresponde al Consejo Superior, que está integrado por el presidente de la Corte Suprema (que lo preside) y por 4 ministros de la misma Corte, elegidos por ésta por un periodo de dos años (más 2 consejeros suplentes, elegidos de entre los miembros del mismo tribunal).
Además, el director de la Corporación Administrativa se desempeña como secretario del Consejo Superior, con derecho a voz en sus reuniones.

## Academia Judicial
La Academia Judicial, creada en 1994, es un corporación de derecho público, sometida a la supervigilancia de la Corte Suprema, cuya finalidad es la formación de los postulantes al cargo de juez y el perfeccionamiento de todos los integrantes de dicho Poder del Estado.
Su dirección superior y administración está a cargo de un Consejo Directivo, integrado por nueve personas: el presidente de la Corte Suprema (que preside el Consejo por derecho propio); el Ministro de Justicia; un Ministro de la Corte Suprema (elegido por ésta en una única votación); el Fiscal Judicial de la Corte Suprema; un Ministro de Corte de Apelaciones (elegido en una única votación, por los funcionarios de la segunda categoría del Escalafón Primario del Poder Judicial); un miembro de la segunda categoría del Escalafón Primario del Poder Judicial (elegido por la directiva de la asociación gremial de carácter nacional); un representante de las asociaciones gremiales de abogados existentes en el país (elegido por sus Presidentes, de entre ellos), y dos académicos con más de cinco años de docencia universitaria (designados por el Presidente de la República, con acuerdo del Senado).
Se desempeña como Secretario del Consejo el director de la Academia, con derecho a voz y no a voto.

## Críticas al Poder Judicial

### Morosidad judicial
La tardanza en la solución de los litigios ha sido una crítica constante a la labor de los jueces en Chile. Para menguar la demora en la respuesta de los tribunales, la legislación ha instaurado nuevos procedimientos cuya principal característica es la oralidad, mecanismo procesal que permite al magistrado resolver una controversia jurídica en un par de audiencias (incluso solo en una).
La tardanza en la resolución de los juicios ha provocado un evidente hacinamiento de las causas judiciales, lo cual ha traído consigo otros problemas, como la delegación de justicia en funcionarios del Poder Judicial, lo cual es inconstitucional. Es procedimiento habitual de los juzgados de letras el que sus actuarios ejerzan justicia por delegación de los jueces, dictando decretos, a sabiendas de que la delegación de justicia en Chile está expresamente prohibida por el artículo 76 de la Constitución y el artículo 1º del Código Orgánico de Tribunales. Únicamente en los secretarios puede delegarse la resolución de decretos. Se esgrimen como argumentos que el mecanismo permitiría darle mayor celeridad a los procesos, precisamente para evitar la tardanza, y el que firma en dichos decretos es el juez, por lo que técnicamente no existiría "delegación" de justicia, aunque sí habría una delegación encubierta.

### Impunidad
La impunidad generalmente es invocada en materia criminal cuando los tribunales absuelven al imputado de un delito por diversos tecnicismos penales, como eximentes, atenuantes o medidas alternativas a la privación de libertad. Durante el gobierno del Presidente Sebastián Piñera, el Poder Judicial recibió duras críticas por esta razón. Usualmente, sus voceros no enfrentan esta crítica, sino que se defienden aduciendo una supuesta intromisión o falta a la independencia del Poder Judicial. Por ejemplo, en el polémico caso "bombas", la Corte Suprema en octubre de 2012 rechazó el recurso para anular el fallo que absolvió a los acusados de instalar artefactos explosivos en Santiago, y en noviembre de 2013 los mismos acusados absueltos en Chile fueron detenidos en España por instalar artefactos explosivos en la Basílica del Pilar, Zaragoza.

### Tráfico de influencias y cohecho
La corrupción al interior del Poder Judicial chileno ha sido un tema largamente debatido en los últimos años. Casos como lo ocurrido en el 8º Juzgado del Crimen de Santiago, donde el actuario fue suspendido por adulterar documentos y donde el juez y la secretaria también fueron sancionados, o el caso de un actuario del 1º Juzgado del Crimen de Arica que desviaba dineros de la cuenta corriente del Poder Judicial, o los bochornosos casos de cohecho verificados en el 27°, 28°, 29° y 30° Juzgados del Crimen de Santiago, ubicados en la comuna de La Florida. Los expertos aducen un mal diseño de los sistemas judiciales latinoaericanos, lo cual permitiría la generación de redes de corrupción al interior de tribunales. Lo cierto es que según una investigación de la revista The Clinic, entre 2009 y 2013, 84 jueces fueron sancionados por acoso sexual, insultos, combos, mentiras y por conducir vehículos en estado de ebriedad.
Además de estos casos de corrupción, han salido a la luz pública muchos casos de tráfico de influencia, donde magistrados presionan a otros jueces para fallar de determinada forma en un litigio donde tienen intereses, como el caso de un juez de garantía que, en razón de su cargo, movió influencias para quitarle la custodia de los niños a la madre, o el caso del ministro de la Corte de Apelaciones de Rancagua, Emilio Elgueta, quien habría llamado telefónicamente a un juez para evitar la detención de su esposa.
El tráfico de influencias es la principal preocupación de la ciudadanía en materia de corrupción.

### Fiscalización interna insuficiente
En plena campaña presidencial durante el año 2013, la entonces candidata presidencial Evelyn Matthei anunció la creación de un observatorio judicial que permitiría fiscalizar la labor de los jueces, conocer qué criterio utilizaron para fallar de determinada manera y analizar las tendencias para solucionar la denominada "puerta giratoria de la justicia". La propuesta habría tenido como sustento las escasas formas de fiscalización que posee el Poder Judicial, que además de ser insuficientes son exclusivamente internas, pues no admite fiscalización de ningún otro órgano, fundado en la independencia del Poder Judicial.
Los tribunales de justicia tienen por disposición de la constitución y de la ley amplias facultades para establecer su forma de organizarse, a través de auto acordados y oficios internos. Así, la Corte Suprema y cada una de las 17 cortes de apelaciones tiene la facultad de dictar auto acordados, con la consecuente diferencia de normativas, horarios y diligencias en cada unidad territorial del Poder Judicial, cuestión que remece el principio de igualdad ante la ley.
También ha habido casos de otros funcionarios del Poder Judicial, no jueces, involucrados en casos de irregularidades por falta de fiscalización, como la archivera judicial de Santiago, Hilda Aguirre, expulsada del Poder Judicial por no pago de cotizaciones previsionales a los trabajadores de dicho órgano y por pedir dinero a los propios funcionarios para pagar deudas del servicio, o el bullado caso "firmas", donde los notarios Roberto Mosquera y Gloria Acharán fueron suspendidos de sus cargos y formalizados por su participación en las irregularidades en los patrocinios de las candidaturas independientes de los excandidatos a la presidencia Tomás Jocelyn Holt y Franco Parisi.